# Portret młodej kobiety (obraz Hansa Memlinga)
Portret młodej kobiety – obraz olejny na desce niderlandzkiego malarza niemieckiego pochodzenia Hansa Memlinga.

## Opis
Nie licząc dzieł religijnych jest to jedyny zachowany portret pędzla Memlinga, przedstawiający pojedynczy wizerunek kobiety. Jest on jednocześnie przykładem zamożnej flamandzkiej mieszczki ostatnich dekad XV w. Przedstawiona na portrecie kobieta podobna z wyglądu do zakonnicy, ma bladą twarz. Starannie zaczesane do tyłu włosy, przysłonięte są przezroczystą woalką. Ubiór jej jest ciemny, na piersi widnieje naszyjnik wysadzany drogocennymi kamieniami, Dłonie kobiety są złożone, a na palcach widać pierścienie. Postać umieszczona jest na czarnym tle, ledwie dającym się odróżnić od koloru jej obcisłej sukni, której oryginalny niebieskawo-zielony kolor z czasem pociemniał. Obraz umieszczony jest w ciemnobrązowej, marmoryzowanej ramie. Na jej górnej krawędzi widnieje data w stylu van Eycka, złożona z inkrustowanych, pozłacanych cyfr. W lewej górnej części portretu umieszczona została, zakłócająca nieco kompozycję całości, tabliczka z napisem: SIBYLLA SAMBETHA QUAE / EST PERSICA. Sądząc po stylu została ona dodana pod koniec XVI lub na początku XVII w. Na dolnej części ramy umieszczona została wstęga z napisem. Kobieta przedstawiona na portrecie zidentyfikowana została w XIX w. jako Maria, druga córka Willema i Barbary Moreel. Nie wszyscy jednak są zgodni co do tej identyfikacji.
Obraz jest znany również pod nazwą Sibylla Sambetha zgodnie ze znajdującą się na nim inskrypcją.